# Sarliac-sur-l’Isle
Sarliac-sur-l’Isle (okzitanisch: Sarlhac d’Eila) ist eine französische Gemeinde mit 1.050 Einwohnern (Stand: 1. Januar 2022) im Norden des Départements Dordogne in der Region Nouvelle-Aquitaine (vor 2016: Aquitanien). Die Gemeinde gehört zum Arrondissement Périgueux und zum Kanton Trélissac. Die Bewohner werden Sarliacois und Sarliacoises genannt.

## Geographie
Sarliac-sur-l’Isle liegt etwa 16 Kilometer ostnordöstlich von Périgueux an der Isle. Umgeben wird Sarliac-sur-l’Isle von den Nachbargemeinden Sorges im Norden, Savignac-les-Églises im Nordosten, Saint-Vincent-sur-l’Isle im Osten, Le Change im Süden, Escoire im Südwesten sowie Antonne-et-Trigonant im Westen und Südwesten.

## Bevölkerungsentwicklung
| 1962                       | 1968 | 1975 | 1982 | 1990 | 1999 | 2006 | 2018 |
| -------------------------- | ---- | ---- | ---- | ---- | ---- | ---- | ---- |
| 341                        | 414  | 561  | 730  | 798  | 885  | 1004 | 1024 |
| Quellen: Cassini und INSEE |      |      |      |      |      |      |      |

## Sehenswürdigkeiten
- Kirche Saint-Jean-Baptiste aus dem 11. Jahrhundert mit Umbauten aus dem 18. Jahrhundert
- Schloss La Bonnetie aus dem 16. Jahrhundert, seine Tourelle ist seit 1947 als Monument historique eingeschrieben
- Schloss La Vigerie
- Herrenhaus von Cheyron aus dem 16. Jahrhundert
- Herrenhaus von Sarliac
- Herrenhaus von Grézignac aus dem 15. Jahrhundert, Fassaden und Dächer sind seit 1969 als Monument historique eingeschrieben
- Grotte von Combe Saunière, in der Altsteinzeit bewohnt, seit 1996 als Monument historique eingeschrieben

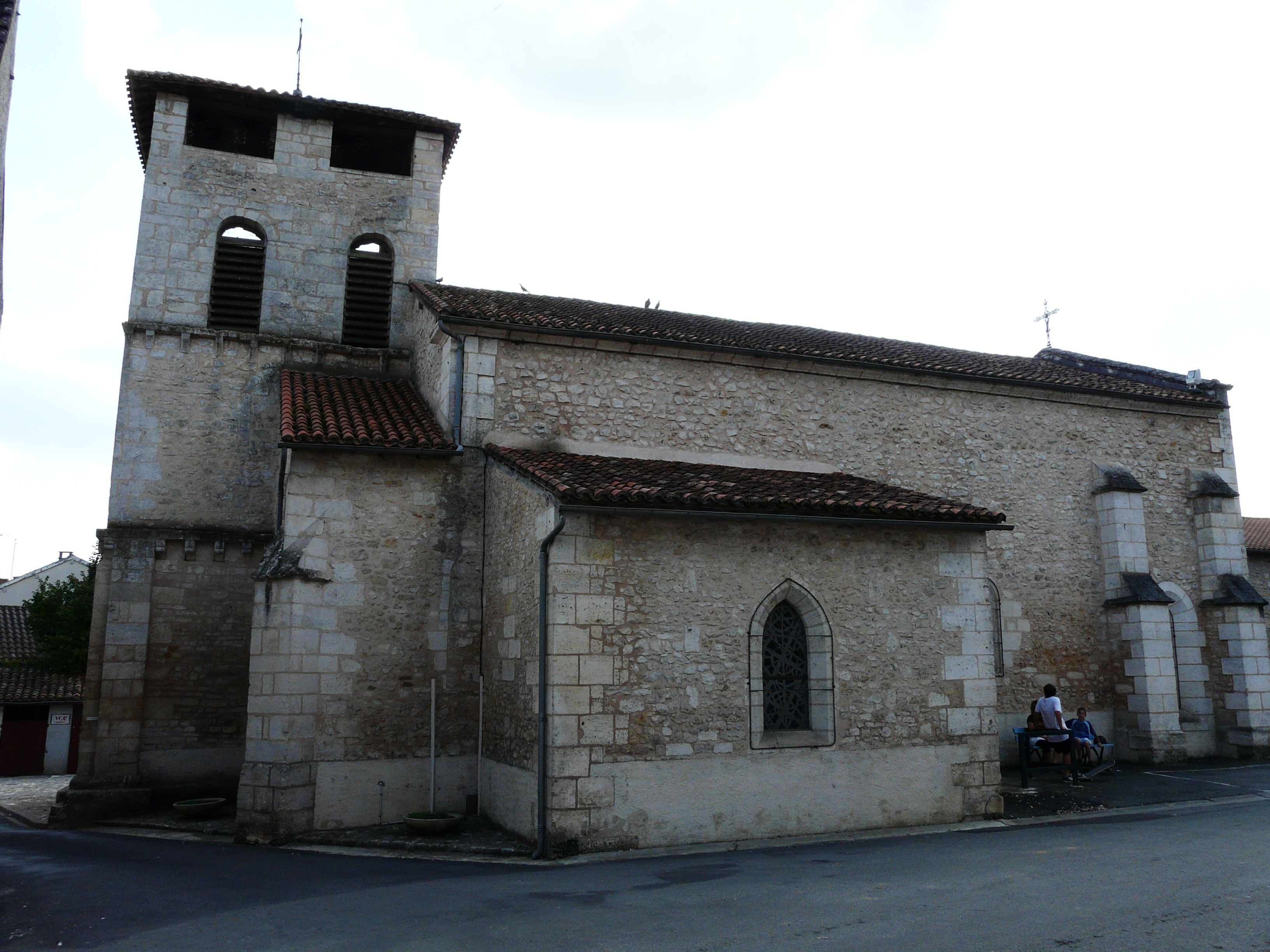
Kirche Saint-Jean-Baptiste
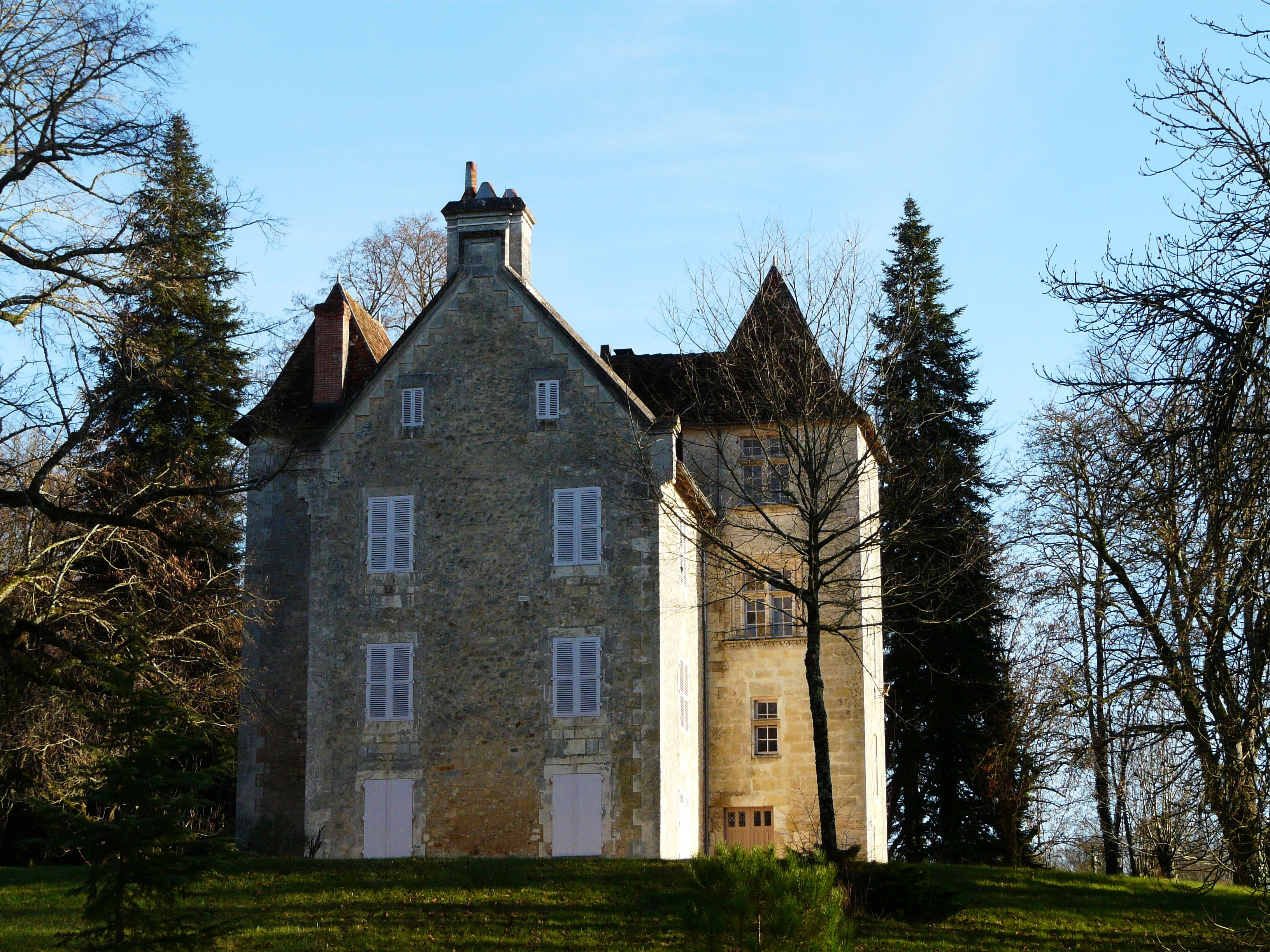
Schloss La Bonnetie
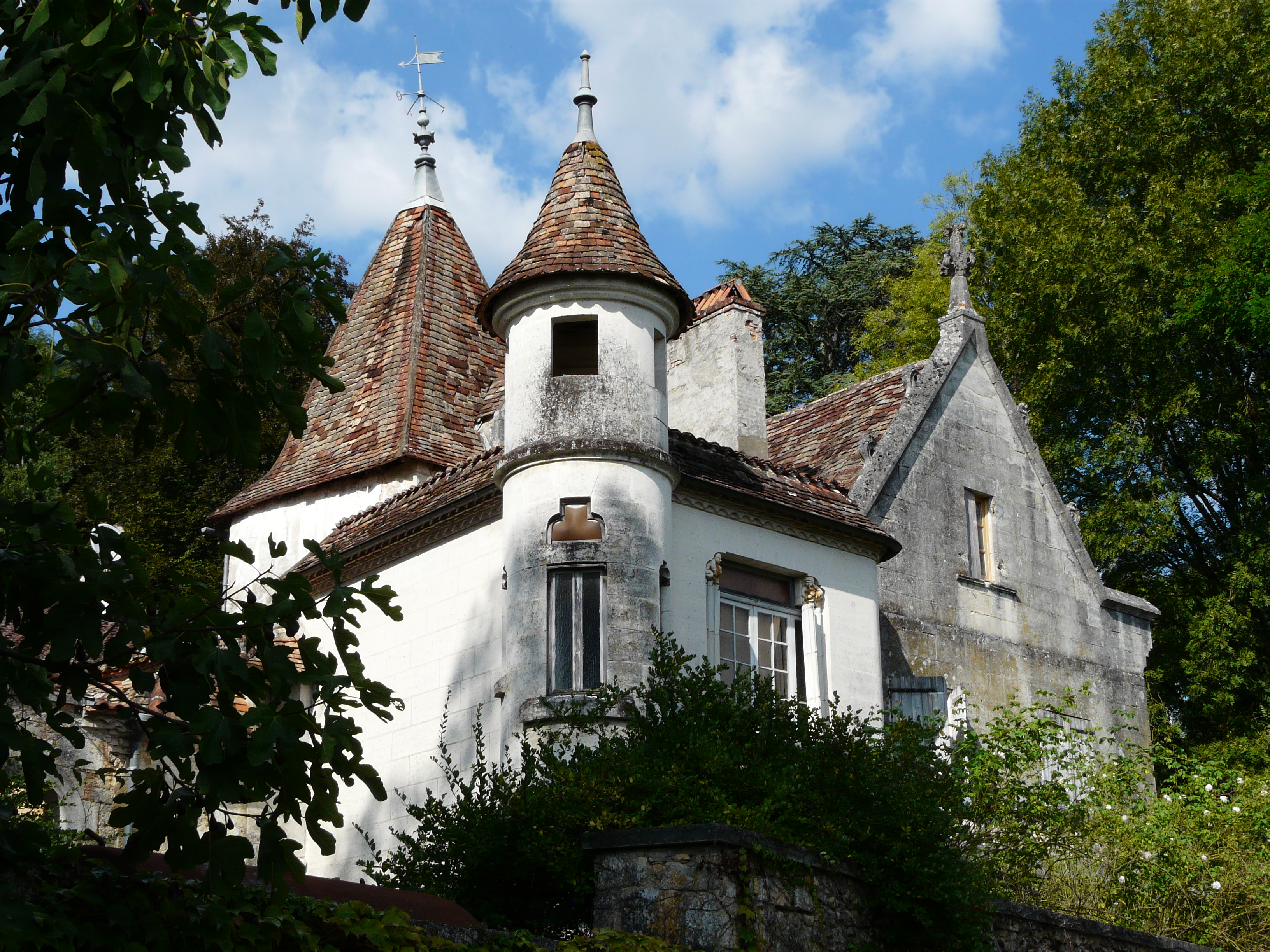
Herrenhaus von Sarliac
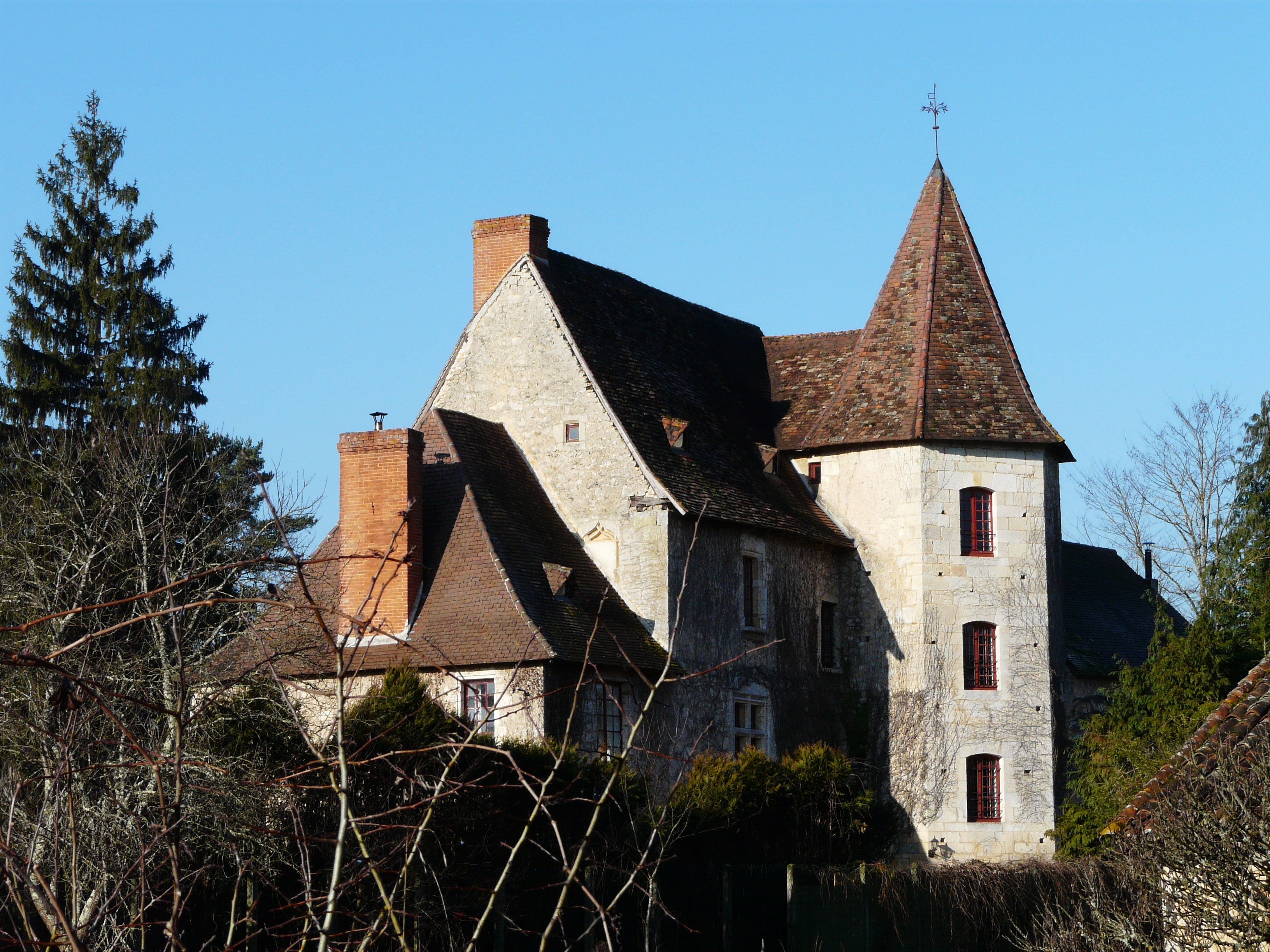
Herrenhaus von Grézignac